# Satoru Nakadžima
Satoru Nakadžima (中嶋悟, * 23. února 1953, Okazaki) je bývalý japonský automobilový závodník, účastník osmdesáti závodů Formule 1.
Nakajima se narodil do zemědělské rodiny žijící nedaleko japonského města Okazaki. V raném mládí začal řídit auta na rodinné zahradě a jeho starší bratr mu dával rady, přičemž dával pozor, aby je otec nenačapal. Za volantem auta cítil vzrušení a od té doby věděl, co chce dělat.
Začínal závodit hned po dokončení školy a získání řidičského průkazu. V roce 1973 byl nováčkem v závodě na okruhu Suzuka, který vyhrál. O 5 let později již závodil v japonské sérii Super Formula, kterou vyhrál v letech 1981, 1982, 1984, 1985 a 1986. Firma Honda, dodavatel motorů pro Formuli 1, se ho proto rozhodla prosadit jako prvního Japonce, který se stane stálým členem některého týmu F1. Poté, co Frank Williams odmítl Nakadžimu angažovat a raději spolupráci s Hondou ukončil, uzavřela smlouvu s Lotusem, kde se japonský nováček stal od sezóny 1987 stájovým kolegou Ayrtona Senny. Zabodoval šestým místem hned ve svém druhém závodě v Grand Prix San Marina 1987, ale dlouhodobě se neprosadil. Jeho nejlepšími výsledky byla čtvrtá místa na Grand Prix Velké Británie 1987 a Grand Prix Austrálie 1989, kde také zajel jediné nejrychlejší kolo své kariéry (1:38.480 v 64. kole).
Od roku 1989 vlastní stáj Nakajima Racing, která se účastní závodů Super Formula. Na motivy jeho působení ve Formuli 1 vznikla počítačová hra F1 Grand Prix: Nakajima Satoru. Jeho synem je závodník F1 Kazuki Nakadžima.

## Celkové umístění v F1
- 1987: 12. místo (7 bodů)
- 1988: 16. místo (1 bod)
- 1989: 21. místo (3 body)
- 1990: 15. místo (3 body)
- 1991: 15. místo (2 body)

## Osobní život
Nakajima stále žije v rodinném domě nedaleko Okazaki. Je majitelem týmu Nakajima Racing v japonské Formuli 3000 / Formuli Nippon / Super Formuli. Jezdci Nakajimy vyhráli šampionát Formule Nippon třikrát: Tom Coronel v roce 1999, Toranosuke Takagi v roce 2000 a Ralph Firman v roce 2002. Současnými jezdci Nakajimy jsou Takaši Kogure a André Lotterer, který v roce 2004 skončil v šampionátu druhý, ačkoli se bodově vyrovnal šampionovi Richardu Lyonsovi.
Nakajimův syn Kazuki závodil za tým Williams ve Formuli 1 v sezónách 2008 a 2009. Nakajimův mladší syn Daisuke je rovněž závodním jezdcem. V letech 2009 a 2010 závodil v britském šampionátu Formule 3. Po skončení kariéry v závodech na otevřených kolech se oba věnovali závodům sportovních vozů; Kazuki závodil ve vytrvalostním mistrovství světa FIA s týmem Toyota Gazoo Racing, zatímco Daisuke v Super GT; oba od té doby ukončili závodní kariéru. Kazuki odešel do důchodu po mistrovství světa FIA ve vytrvalostních závodech v roce 2021, aby se ujal manažerské funkce u týmu Toyota Gazoo Racing, zatímco Daisuke odešel do důchodu na konci seriálu Super GT 2019 a od té doby se drží v ústraní.